# 奥德河畔圣马塞尔
奥德河畔圣马塞尔（法語：Saint-Marcel-sur-Aude，法語發音：[sɛ̃ maʁsɛl syʁ od] ⓘ）是法国奥德省的一个市镇，位于该省东北部，属于纳博讷区。

## 地理
奥德河畔圣马塞尔（43°14'38"N, 2°55'21"E）面积8.37 平方千米，位于法国奧克西塔尼大區奥德省，该省份为法国南部沿海省份，北起塔恩省，西北接上加龙省，西接阿列日省，南至东比利牛斯省，东临地中海，东北与埃罗省接壤。
与奥德河畔圣马塞尔接壤的市镇（或旧市镇、城区）包括：日内斯塔斯、马尔科里尼昂、穆桑、圣纳泽尔多德、萨莱勒多德。

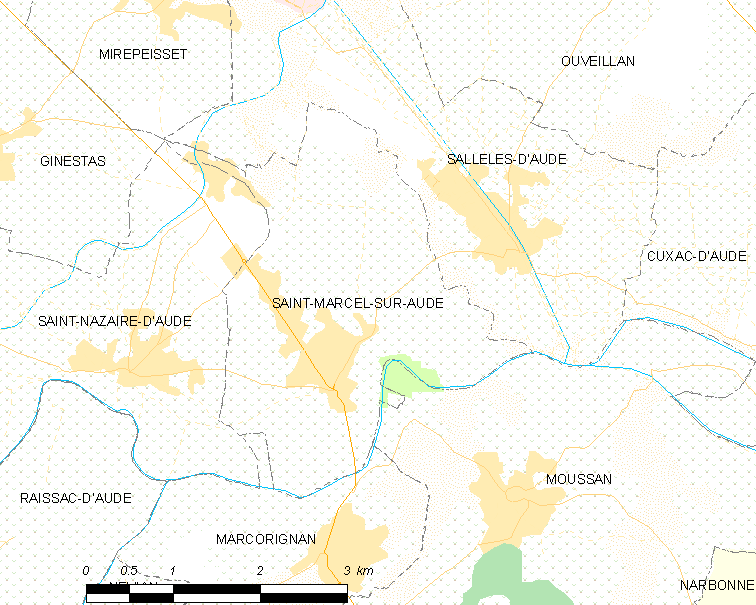
奥德河畔圣马塞尔的OSM定位图

奥德河畔圣马塞尔的时区为UTC+01:00、UTC+02:00（夏令时）。

## 行政
奥德河畔圣马塞尔的邮政编码为11120，INSEE市镇编码为11353。

## 政治
奥德河畔圣马塞尔所属的省级选区为南密涅瓦县。

## 人口

1962-2008年间奥德河畔圣马塞尔人口变化图示

奥德河畔圣马塞尔于2022年1月1日时的人口数量为2019人。

## 交通
奥德省省道D124线、D607线和D1118线在镇中心交汇。